# نیژنه‌آکباشوو
نیژنه‌آکباشوو (انگلیسی: Nizhneakbashevo) یک شهرک در شهرستان کوشنارنکوفسکی جمهوری باشقیرستان در کشور روسیه است.